# Anton Friedrich Justus Thibaut
Anton Friedrich Justus Thibaut (Hamelín, electorat d'Hannover, 4 de gener de 1772 – Heidelberg, Gran Ducat de Baden, 28 de març de 1840) fou un jurista i músic alemany i un dels màxims exponents del moviment codificacionista alemany, que defensava la codificació com un instrument per la unificació del pobles germànics. Fou germà del matemàtic Bernhard Friedrich Thibaut.

## Biografia
Thibaut va néixer el 1772 a la ciutat d'Hamelín que en aquell moment formava part de l'electorat d'Hannover, al Sacre Imperi Romanogermànic. Era fill d'un oficial de l'armada de Hannover d'origen Hugenot.

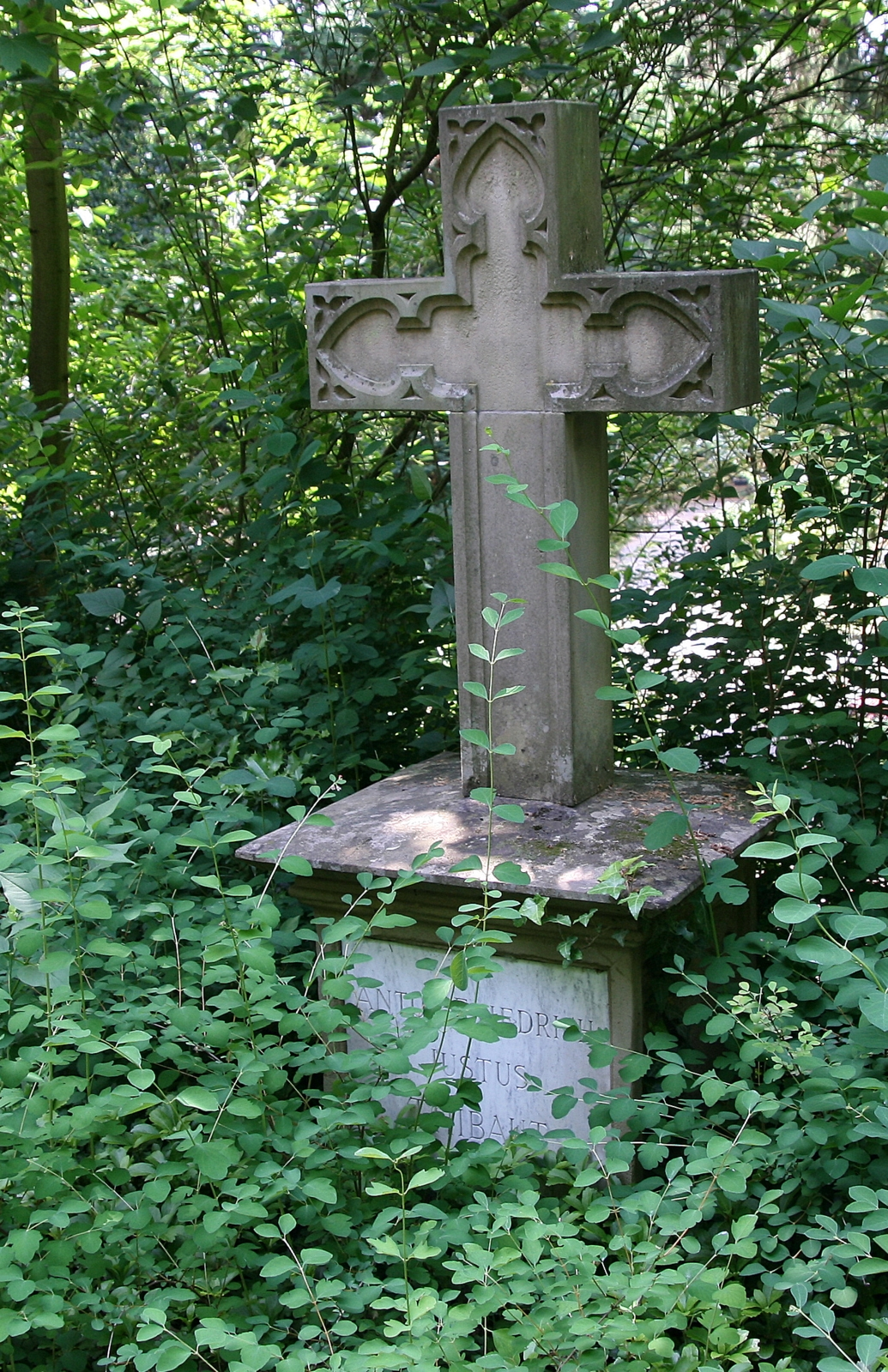
Tomba a Heidelberg

Després d'acabar l'escola entre Hamelín i Hannover, va estudiar jurisprudència, filosofia i filologia a Göttingen des del 1791 fins al 1793 i a Königsberg del 1793 al 1794, on va estudiar sota tutela d'Immanuel Kant. Posteriorment estudià a Kiel des del 1794 fins al 1796, on hi cursà el doctorat en dret romà el 1795 i Habilitació al 1796 i obtingué el títol de doctor juris amb l'obra Dissertatio inauguralis de genuina juris personarum et rerum indole: veroque huius divisionis pretio, i amb Immanuel Kant com a supervisor. Paral·lelament, a la capital del ducat de Holstein, entaulà amistat amb Barthold Georg Niebuhr. A la mateixa ciutat, al 1797 és designat professor adjunt i el 1798 professor associat o Privatdozent de dret civil. Al 1798 és nomenat professor extraordinari de dret civil i, al mateix any publicà Versuche über einzelne Theile der Theorie des Rechts (Experiments en parts individuals de la teoria del dret). Aquesta publicació fou una colleció d'assajos sobre la teoria del dret. Un any més tard, al 1799 rep el salari com a professor i publica Theorie der logischen Auslegung des römischen Rechts (Teoria de la interpretació lògica del dret romà), una de les seves obres més destacades.
Al 1800 Thibaut es casa amb la filla del Professor Ahlers de Kiel. Un parell d'anys més tard, publicà una crítica a la teoria de dret penal de Feuerbach i Über Besitz und Verjährung (Sobre la propietat i la limitació), una publicació que tracta aspectes relacionats amb el dret de possessions i la seva limitació. Al mateix any es trasllada a Jena amb la finalitat de cercar un clima més temperat per la seva dona. En aquesta ciutat situada a la riba del riu Saale, establirà relacions personals amb Voss, Knebel, Goethe i Schiller. A cal Schiller escriurà la seva obra principal, System des Pandektenrechts (1803).
El 1806 és traslladat a la facultat de dret de la Universitat de Heidelberg, ciutat on hi viurà fins als darrers dies. Des del 1805 fins al 1807 fou rector de la Universitat de Heidelberg i ho fou novament al 1821. A Heidelberg establí relació amb el filòsof alemany Georg Wilhelm Friedrich Hegel. Hegel participà en nombrosos esdeveniments musicals que en Thibaut realitzava a casa seva i, probablement, gràcies a la influència de Thibaut, Hegel desenvolupà les seves idees vers la música com a part de la estètica. A més a més, les vetllades de música que Thibaut duia a terme eren els inicis de la fundació de les "societats corals" dels segle xix, que venien a substituir les "societats de lectors" del segle passat. Al 1814 publica Civilistische Abhandlungen (Tractats Civils), del qual el més famós és Civilistische Abhandlungen (Sobre la necessitat d'un dret civil general per a Alemanya). Aquest llibre encetà un debat sobre la codificació a Alemanya, especialment amb el també jurista Friedrich Karl von Savigny.
Al 1819 és nomenat membre de la cambra alta del Parlament de Baden que amb idees conservadores i moderades representà la universitat a la Cambra. També fou membre de la Scheidungsgericht (cort del divorci). Al 1834 fou membre de la cort d'arbitrarietat de la Confederació Germànica. Al 1836 publica Erörterungen des römischen Rechts (Discussions sobre dret romà) i una de les seves últimes contribucions fou al 1838 quan publicà Archiv für die civilistische Praxis (Arxius per la pràctica civilista). 2 anys més tard, al 28 de març de 1840, Thibaut mor d'una curta malaltia a l'edat de 68 anys i a la ciutat de Heidelberg.

## Codificacionisme
Després de la caiguda de Napoleó, al 1814 s'encetà la polèmica envers la necessitat de promulgar un codi civil únic per a tota Alemanya o no. Cal dir que la resta d'estats europeus d'aquell temps ja tenien codis més o menys homogenis. És el cas de França, amb el codi civil napoleònic de 1804, Prússia comptava amb el ALR promulgat el 1794, Baviera comptava amb el Codem Maximilaneus Bavaricus Civilis de 1756 i Àustria tenia el AGB de 1811. Nogensmenys, en gran part d'Alemanya el Ius commune i el dret canònic seguien essent fonts principals del dret.

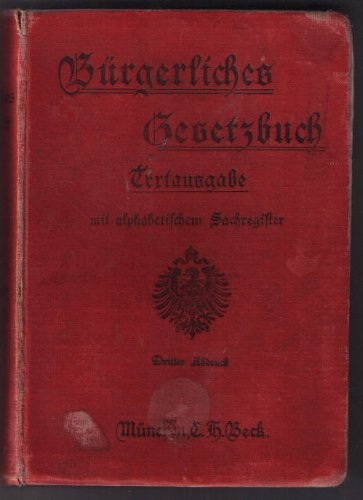
Imatge del BGB

Thibaut proposà la necessitat de posar per escrit un codi civil per tota Alemanya malgrat la divisió política dels estats germànics, en definitiva, promulgar un codi nacional per i per als Alemanys. Les seues tesis queden recollides en Ueber die Nothwendigkeit eines allgemeinen bürgerlichen Rechtes für Deutschland, que reforça el caràcter racionalista com a intrument útil per la identificació del dret positiu. Thibaut també considerà que en els inicis del segle xix, l'organització jurídica alemanya era dispersa i desorganitzada i que un codi racional podia posar fi a aquell desordre i confusió entre les nombroses fonts de dret. La codificació era considerada en dos sentits; en el sentit material com a substitució dels antics ordenaments i en sentit formal, com un únic text per tota Alemanya i, per tant, com a única font de dret a Alemanya. La proposta de Thibaut estava infuenciada pel codi civil francès de 1804 i pel austríac de 1811, en el sentit que el codi havia de garantir la igualtat davant la llei i regles que resolguessin qualsevol disputa.
Savigny, que pertanyia l'escola històrica del dret, en la seva obra Vom Beruf, refusà la ideea i defensà que la construcció del dret civil s'havia de basar en l'estudi de les arrels històriques del dret privat, en especial a l'origen romà d'aquestes.
Per tant, la diferència entre les dues figures fou el punt de parrida per la discussió d'estandarditzar el dret privat a Alemanya i el fet que Thibaut fos més crític respecte l'estudi del dret romà, ja que el considerava obsolet i antic i inútil en el sentit d'ajudar a posar ordre i coherència en l'ordenament jurídic alemany.
Al final després de nombrosos anys de feina, l'1 de gener de 1900, Alemanya pomulgà el BGB, el seu codi civil, posteriorment que el 1873, dos anys després de la unificació, s'aprovés una esmena constitucional que atorgava poder legislatiu al Reich. En termes personalistes, es podria dir que la figura de Thibaut s'imposà a la de Savigny.

## Faceta Musical

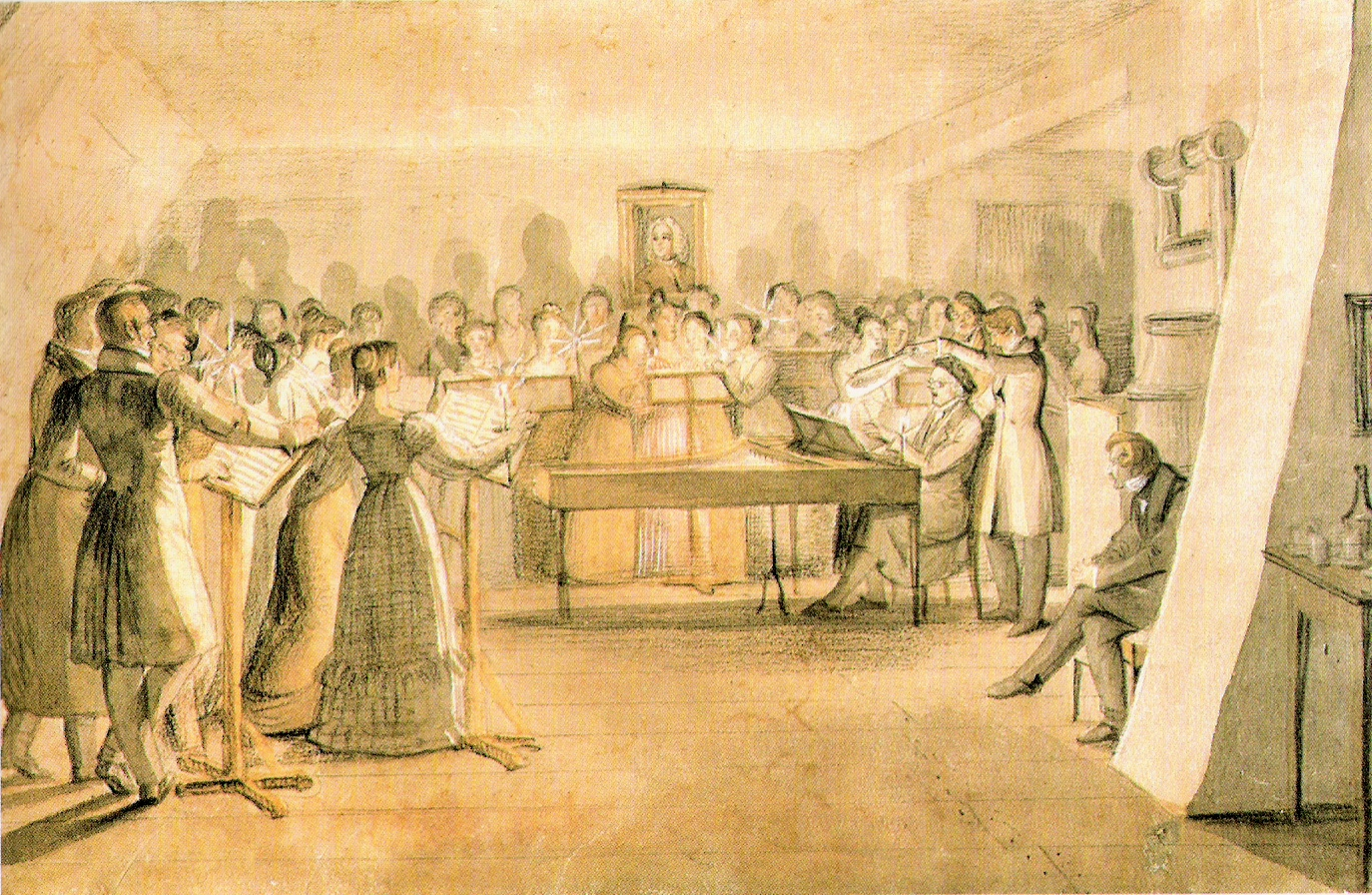
Pràctiques de coral a casa d'en Thibaut, J. Götzenberger

Thibaut també tingué una faceta en el món musical. Al 1802, Thibaut va començar a col·leccionar música sagrada i al 1811 ja dirigia cors amateurs. Per Thibaut, la ignorància del passat musical i el fet que es barregessin els estils sagrats i seculars corrompien la música. En el seu llibre Über Reinheit Der Tonkunst (Sobre la puritat de la música) publicat al 1825, sintetitza els seus pensaments i defensa retornar al "pur" estil de Palestrina. Aquesta obra fou ben rebuda i Thibaut és considerat una figura important dins del cecilianisme alemany.
Thibaut rebé la visita de Felix Mendelssohn durant la seva etapa a Heidelberg i en que aquest segon quedà meravellat per la col·lecció de Thibaut d'obres polifòniques sagrades italianes dels segles XVI fins al xviii. Segons Mendelssohn va ésser Thibaut qui li va aixecar la seva passió per a la "vella música italiana". I és que Thibaut era un col·leccionista apassionat de les composicions antigues i sovint enviava a nois joves a Itàlia a cercar manuscits i partitures rellevants.

## Llegat
L'obra de Thibaut influencià als redactors del BGB, sobretot en el mètode de Thibaut i la classificació clara. En la literatura legal alemanya, la influència de Thibaut és més minsa ja que part de les seves obres han sigut poc utilitzades com a llibres d'estudi.

## Obres
- Versuche über einzelne Theile der Theorie des Rechts (1798-1801)
- Theorie der logischen Auslegung des römischen Rechts (1799)
- Über Besitz und Verjährung (1802)
- System des Pandektenrechts (1803)
- Civilistische Abhandlungen (1814)
- Ueber die Nothwendigkeit eines allgemeinen bürgerlichen Rechtes für Deutschland (1814) .